# Língua tsafiki
Tsafiki, também chamada Tsachila ou Colorado, é uma língua Barbacoana falada no Equador por cerca de 2 mil pessoas da etnia Tsáchila.

## Escrita
O Tsafiki usa uma forma do alfabeto latino sem as letras D, F, Q; Usam-se as formas Ch, Kw, Ñ, Sh.

## Fonologia
O Tsafiki tem 5 cons vogais: /a, e, i, o, u/. Todas têm formas nasalizadas.
|             |             | Bilabial | Alveolar | Palatal | Velar | Glotal |
| ----------- | ----------- | -------- | -------- | ------- | ----- | ------ |
| Oclusiva    | surda       | p        | t        |         | k     | ʔ      |
| Oclusiva    | sonora      | b        | d        |         |       |        |
| Africada    | Africada    |          | t͡s       |         |       |        |
| Fricativa   | Fricativa   | β        | s        |         |       | h      |
| Nasal       | Nasal       | m        | n        |         |       |        |
| Aproximante | Aproximante |          | l        | j       | w     |        |
| Vibrante    | Vibrante    |          | ɾ        |         |       |        |

## Amostra de texto
Casale casaleri Diosi yoquidobe tobeca quinue. In tori niyaquenantiya molde itominue. Jeraltete lamarisiri jominue. Wapun nemen jominue. Junni Diosichi Tencari jun pile nechi jamobile titiya quichun raminue. Junsi Diosi itsantinue: Tsen Jode! tinue. Junni tsantinunsiri tsen inue. Junni Diosi tsen jominca quirato, se joe tinue.
Português
No princípio, Deus criou o céu e a terra. A terra era sem forma e vazia, e a escuridão cobria a água profunda. O espírito de Deus estava pairando sobre a água. Então Deus disse: "Haja luz!" Então havia luz. Deus viu que a luz era boa.